# Herrarnas C-2 1000 meter i kanotsport vid olympiska sommarspelen 1984
Herrarnas C-2 1000 meter vid olympiska sommarspelen 1984 hölls på Lake Casitas i Los Angeles. 

## Medaljörer
| Gren           | Guld                                   | Silver                                  | Brons                              |
| C-2 1000 meter | Rumänien Ivan Patzaichin Toma Simionov | Jugoslavien Matija Ljubek Mirko Nišović | Frankrike Didier Hoyer Eric Renaud |

## Resultat

### Heat
| Heat 1 |                                          |         |    |
| 1.     | Ivan Patzaichin och Toma Simionov (ROU)  | 3:47,60 | QF |
| 2.     | Andrew Train och Stephen Train (GBR)     | 3:59,70 | QF |
| 3.     | Wolfram Faust och Ralf Wienand (FRG)     | 4:01,73 | QF |
| 4.     | Arturo Ferrer och Víctor Velasco (MEX)   | 4:03,75 | QS |
| 5.     | Shusei Fukuzato och Hiroyuki Izumi (JPN) | 4:05,26 | QS |
| Heat 2 |                                          |         |    |
| 1.     | Matija Ljubek och Mirko Nišović (YUG)    | 3:50,78 | QF |
| 2.     | Didier Hoyer och Eric Renaud (FRA)       | 3:52,71 | QF |
| 3.     | John Plankenhorn och Rodney McLain (USA) | 3:55,38 | QF |
| 4.     | Steve Botting och Eric Smith (CAN)       | 3:56,60 | QS |
| 5.     | Enrique Míguez och Narcisco Suárez (ESP) | 3:56,70 | QS |

### Semifinal
| Semifinal |                                          |         |    |
| 1.        | Enrique Míguez och Narcisco Suárez (ESP) | 3:53,83 | QF |
| 2.        | Steve Botting och Eric Smith (CAN)       | 3:54,49 | QF |
| 3.        | Arturo Ferrer och Víctor Velasco (MEX)   | 3:58,70 | QF |
| 4.        | Shusei Fukuzato och Hiroyuki Izumi (JPN) | 4:10,77 |    |

### Final
| Gold   | Ivan Patzaichin och Toma Simionov (ROU)  | 3:40,60 |
| Silver | Matija Ljubek och Mirko Nišović (YUG)    | 3:41,56 |
| Bronze | Didier Hoyer och Eric Renaud (FRA)       | 3:48,01 |
| 4.     | Wolfram Faust och Ralf Wienand (FRG)     | 3:52,69 |
| 5.     | John Plankenhorn och Rodney McLain (USA) | 3:52,72 |
| 6.     | Enrique Míguez och Narcisco Suárez (ESP) | 3:56,92 |
| 7.     | Steve Botting och Eric Smith (CAN)       | 3:56,99 |
| 8.     | Arturo Ferrer och Víctor Velasco (MEX)   | 3:56,99 |
| 9.     | Andrew Train och Stephen Train (GBR)     | 3:58,62 |